# Johan Kemp
Johan Valdemar Kemp (Hèlsinki, 1 de juliol de 1881 – Lahti, Päijät-Häme, 20 d'octubre de 1941) va ser un gimnasta i atleta finlandès que va competir durant els primers anys del segle xx.
El 1908 va prendre part en els Jocs Olímpics de Londres, on va guanyar la medalla de bronze en la prova del concurs complet per equips. En aquests mateixos Jocs disputà la prova del llançament de javelina estil lliure del programa d'atletisme, però se'n desconeix em resultat final.